# Bola de billar

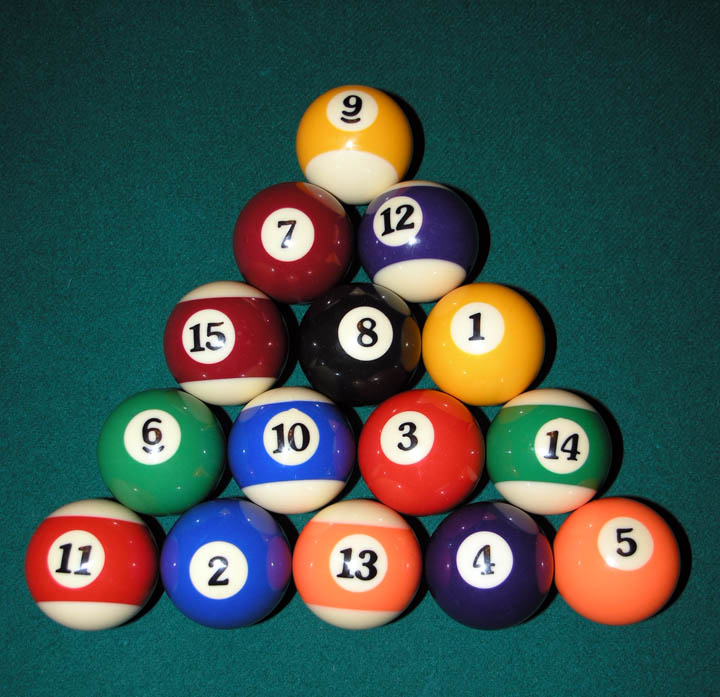
Totes les boles de billar col·locades en la seva respectiva taula de joc.

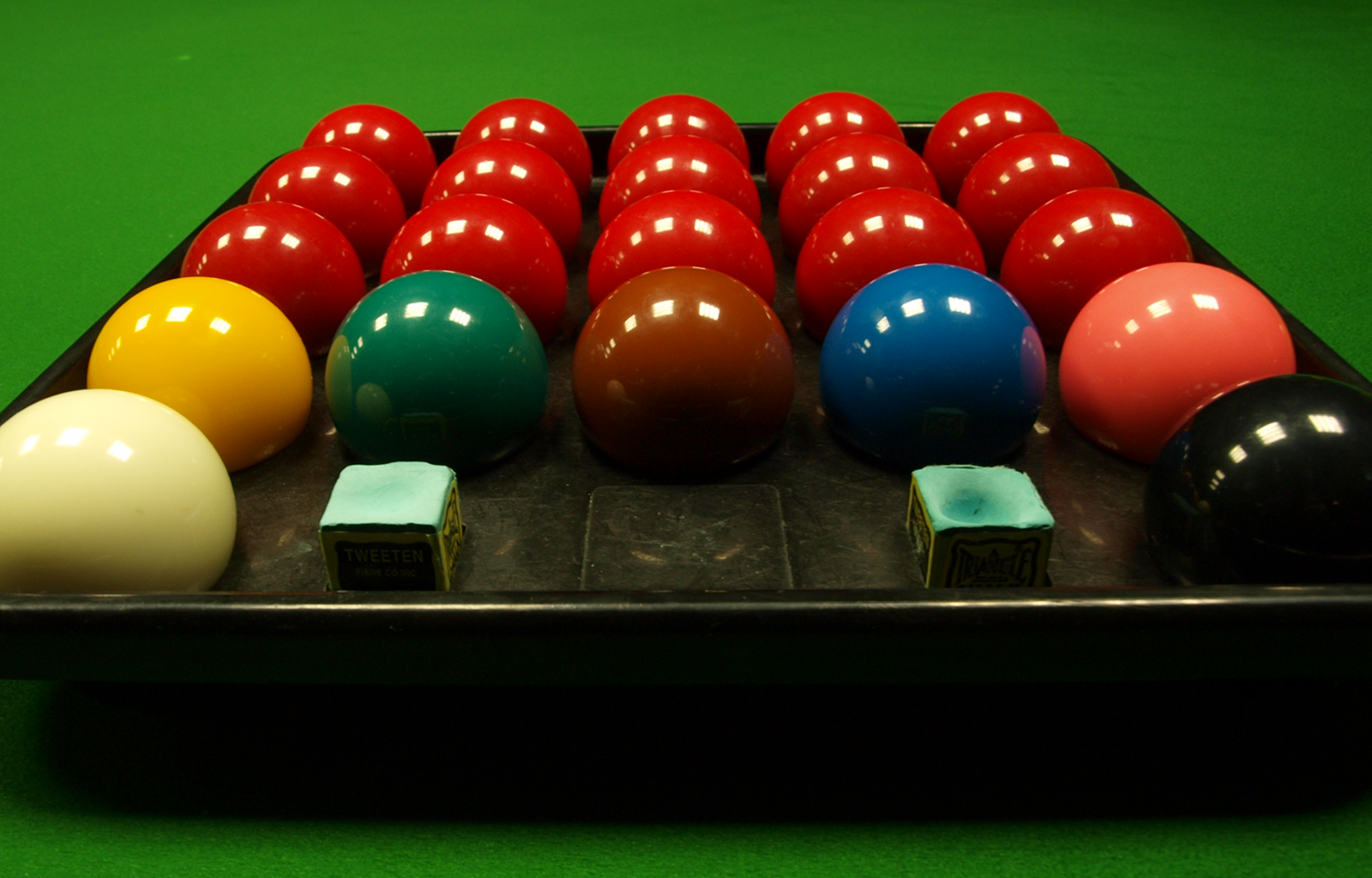
Boles de snooker

Les  boles de billar  són un dels elements necessaris per jugar a billar. Les boles tenen un diàmetre que va des dels 61,5 mm fins a les boles utilitzades en pool de 57,15 mm (± 0,127 mm), i 52,5 mm (± 0,05 mm) al snooker. Són fabricades a base de polímers (plàstics) o antigament d'ivori, el seu pes està comprès entre 156 i 170 grams, però en una partida la diferència entre la més pesada i la més lleugera no ha de superar els dos grams.
Les primeres boles de billar s'obtenien de l'ullal dels elefants (ivori de Zanzíbar o del Congo) i eren molt cares, fràgils, poc homogènies i molt permeables (la humitat les deformava), es van usar fins a 1970. Des de finals del segle xix científics van cercar una alternativa per a l'ivori com el cel·luoide. Les boles sintètiques resulten més econòmiques i resistents que les anteriors.
La fàbrica belga Saluc a Callenelle, creada el 1923, produeix més del 80% de les boles venudes a tot el món, i les seves boles de la marca Aramith són famoses per la seva gran esfericitat, elasticitat i pes uniforme, i són les que s'utilitzen als campionats mundials. Són fetes d'una combinació de resina fenòlica i baquelita. Una bola de billar pot suportar fins a cinc tones de pressió. El 2012 Iwan Simonis SA, una societat de Verviers des de 1680 especialitzada en la fabricació de la baieta verda per a taules de billar, va adquirir Saluc.

## Tipus de boles
Depenent del joc les boles tenen un color o dibuix o altres. Així per exemple en el billar francès es juga amb tres boles completament acolorides sense dibuixos ni números de cap classe, una és vermella, una altra groga i una altra blanca (o bé dues blanques i una vermella, on les blanques són diferenciades entre si per petites marques: una ratlla o un punt). Les boles de carambola són més grosses que les de billar.
En els jocs de posar boles en el forat sol haver-hi dos grups de boles i la blanca. Les boles «ratllades» són blanques amb una franja de color per la meitat de la bola i la seva numeració és del nou al quinze, i les boles llises són senceres d'un color, exceptuant un petit cercle on apareix el nombre, de l'u al set. La bola número 8 és com les boles llises, però té un valor especial.
En el joc snooker, les boles són lleugerament diferents. Hi ha 22 boles en total, totes completament llises. Quinze d'elles llises són vermelles, una groga, una verda, una marró, una blava, una rosa, una negra i una blanca. No hi ha un pes estandarditzat per a les boles de snooker, però totes han de pesar el mateix.